# Mangotsfield United FC
Mangotsfield United FC (celým názvem: Mangotsfield United Football Club) je anglický fotbalový klub, který sídlí ve vesnici Mangotsfield v nemetropolitním hrabství Gloucestershire. Založen byl v roce 1951. Od sezóny 2018/19 hraje v Southern Football League Division One South (8. nejvyšší soutěž). Klubové barvy jsou červená a modrá.
Své domácí zápasy odehrává na stadionu Cossham Street s kapacitou 2 500 diváků.

## Úspěchy v domácích pohárech
Zdroj: 
- FA Cup
  - 4. předkolo: 2000/01, 2001/02, 2003/04, 2009/10
- FA Trophy
  - 4. kolo: 2001/02
- FA Vase
  - Semifinále: 1995/96

## Umístění v jednotlivých sezonách
Stručný přehled
Zdroj: 
- 1972–1976: Western Football League
- 1976–1982: Western Football League (Premier Division)
- 1982–1983: Western Football League (Division One)
- 1983–2000: Western Football League (Premier Division)
- 2000–2005: Southern Football League (Western Division)
- 2005–2009: Southern Football League (Premier Division)
- 2009–2017: Southern Football League (Division One South & West)
- 2017–2018: Southern Football League (Division One West)
- 2018– : Southern Football League (Division One South)

Jednotlivé ročníky
Zdroj: 
Legenda: Z - zápasy, V - výhry, R - remízy, P - porážky, VG - vstřelené góly, OG - obdržené góly, +/- - rozdíl skóre, B - body, červené podbarvení - sestup, zelené podbarvení - postup, fialové podbarvení - reorganizace, změna skupiny či soutěže
| Sezóny  | Liga                                                 | Úroveň | Z  | V  | R  | P  | VG | OG | +/- | B  | Pozice |
| ------- | ---------------------------------------------------- | ------ | -- | -- | -- | -- | -- | -- | --- | -- | ------ |
| 2009/10 | Southern Football League (Division One South & West) | 8      | 42 | 19 | 5  | 18 | 77 | 67 | +10 | 62 | 9.     |
| 2010/11 | Southern Football League (Division One South & West) | 8      | 40 | 26 | 7  | 7  | 79 | 48 | +31 | 85 | 3.     |
| 2011/12 | Southern Football League (Division One South & West) | 8      | 40 | 14 | 7  | 19 | 62 | 66 | -4  | 49 | 14.    |
| 2012/13 | Southern Football League (Division One South & West) | 8      | 42 | 15 | 10 | 17 | 53 | 61 | -8  | 55 | 13.    |
| 2013/14 | Southern Football League (Division One South & West) | 8      | 42 | 18 | 7  | 17 | 65 | 62 | +3  | 61 | 11.    |
| 2014/15 | Southern Football League (Division One South & West) | 8      | 42 | 20 | 7  | 15 | 73 | 58 | +15 | 67 | 10.    |
| 2015/16 | Southern Football League (Division One South & West) | 8      | 42 | 12 | 12 | 18 | 59 | 65 | -6  | 48 | 14.    |
| 2016/17 | Southern Football League (Division One South & West) | 8      | 42 | 21 | 7  | 14 | 73 | 69 | +4  | 70 | 8.     |
| 2017/18 | Southern Football League (Division One West)         | 8      | 42 | 10 | 11 | 21 | 53 | 86 | -33 | 41 | 16.    |
| 2018/19 | Southern Football League (Division One South)        | 8      | 38 |    |    |    |    |    |     |    |        |